# 邦達爾內 (盧甘斯克州)
49°26′3″N 39°22′41″E / 49.43417°N 39.37806°E
邦達爾內（羅馬化：Bondarne）是位於烏克蘭東部盧甘斯克州舊比利斯克區馬爾基夫卡市鎮的村莊。該村始建於1922年，面積2.04平方公里，海拔高度161米，2001年人口196，人口密度每平方公里96人。